# Leone Scurio
Leone Scurio ist ein ehemaliger Schweizer Radrennfahrer und nationaler Meister im Radsport.

## Sportliche Laufbahn
Scurio war Strassenradsportler und in den 1960er Jahren Mitglied der Nationalmannschaft der Schweizer Amateure. Im Milk Race 1963 kam er auf den 37. Rang. Das längste Schweizer Eintagesrennen Pruntrut–Zürich entschied er 1965 für sich. Ebenfalls 1965 gewann er die Meisterschaft im Mannschaftszeitfahren mit dem VC Hirslanden-Zürich. Er gewann 1966 die Stausee-Rundfahrt Klingnau vor Ortwin Czarnowski.
1965 startete im Einzelrennen der UCI-Strassen-Weltmeisterschaften und belegte den 54. Platz.